# Заблоце (Малопольське воєводство)
Заблоце (пол. Zabłocie, досл. укр. Заболоття) — село в Польщі, у гміні Біскупиці Велицького повіту Малопольського воєводства.
Населення — 485 осіб (2011).

## Демографія
Демографічна структура станом на 31 березня 2011 року:
|          | Загалом | Допрацездатний вік | Працездатний вік | Постпрацездатний вік |
| -------- | ------- | ------------------ | ---------------- | -------------------- |
| Чоловіки | 231     | 58                 | 152              | 21                   |
| Жінки    | 254     | 68                 | 141              | 45                   |
| Разом    | 485     | 126                | 293              | 66                   |